# Xichang

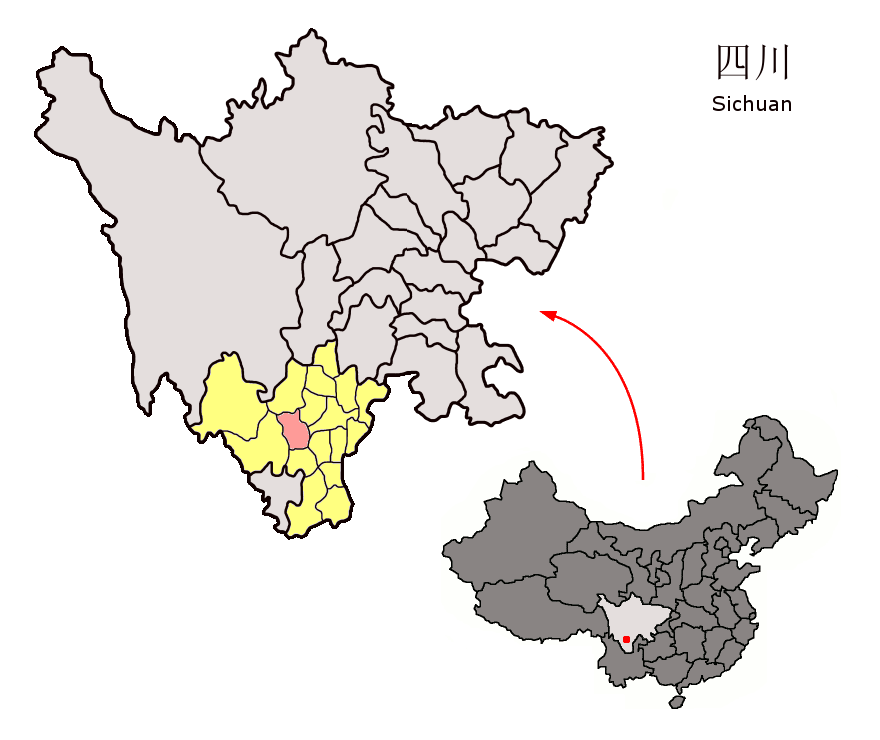
Localizarea oraşului Xichang în cadrul provinciei Sichuan

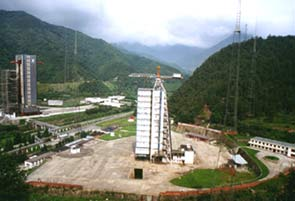
Centrul de lansări spaţiale de la Xichang

Xichang (chin. 西昌) este capitala prefecturii autonome Liangshan Yi, provincia Sichuan, China

## Centrul de lansări spațiale
Portul spațial Xichang se află aproximativ la 64 km nord-vest de oraș și a intrat în funcțiune în 1984. Sateliții de comunicații sunt cele mai comune sarcini utile ale rachetelor lansate de aici. Mai multe rachete Long March 3 au fost lansate cu succes din portul spațial de la Xichang.